# Joker (film 2019)
Joker è un film del 2019 co-scritto, diretto e co-prodotto da Todd Phillips.
Basato sull'omonimo personaggio di DC Comics, ma scollegato dal DC Extended Universe (DCEU), vede Joaquin Phoenix interpretare il protagonista, affiancato nel cast da Robert De Niro, Zazie Beetz, Frances Conroy e Brett Cullen. Il film segue le vicende di Arthur Fleck, un clown fallito e aspirante cabarettista la cui discesa nella malattia mentale e nel nichilismo culmina con la nascita di un alter-ego, il "Joker", che darà vita a una violenta rivoluzione controculturale contro i ricchi, in una Gotham City ormai in decadenza. Distribuito da Warner Bros. Pictures, Joker è prodotto da Warner Bros. Pictures e DC Films in associazione con Village Roadshow Pictures, Bron Creative e Joint Effort.
Phillips ha concepito Joker nel 2016 e, insieme a Scott Silver, ha scritto la sceneggiatura per tutto il 2017. I due si sono ispirati agli studi sui personaggi degli anni '70 e ai film di Martin Scorsese, in particolare Taxi Driver (1976) e Re per una notte (1982). Scorsese era inizialmente coinvolto nel progetto come produttore. Il film adatta liberamente elementi della trama dalla graphic novel Batman: The Killing Joke (1988) e dalla miniserie a fumetti Batman - Il ritorno del Cavaliere Oscuro (1986), ma Phillips e Silver non si sono basati su fumetti specifici per trarre ispirazione, né intendevano collegarlo a qualsiasi precedente continuity cinematografica di Batman. Joaquin Phoenix si è unito al progetto nel febbraio 2018 ed è stato scelto definitivamente a luglio, mentre la maggior parte del cast ha firmato entro agosto. Le riprese si sono svolte a New York, a Jersey City e Newark, da settembre a dicembre del 2018. Joker è il primo film live-action di Batman a ricevere la classificazione R dalla Motion Picture Association.
Joker è stato presentato in anteprima alla 76ª Mostra internazionale d'arte cinematografica di Venezia il 31 agosto 2019, dove ha vinto il Leone d'oro. Il film è uscito nelle sale statunitensi il 4 ottobre dello stesso anno. L'accoglienza della critica è stata mista, perlopiù positiva, ma Joker ha ottenuto un grande successo al botteghino, stabilendo record per un'uscita nel mese di ottobre. Ha incassato oltre 1 miliardo di dollari, diventando il primo film con rating R a raggiungere tale traguardo, mantenendo il primato come il film classificato come R con il maggiore incasso fino a quando non è stato superato il 16 agosto 2024 da Deadpool & Wolverine. È stato inoltre il sesto film di maggior incasso del 2019 e ha ricevuto numerosi premi e riconoscimenti, vincendo inoltre due Golden Globe e due Premi Oscar su ben undici candidature, record per l'edizione, divenendo la prima pellicola basata su un personaggio DC Comics a concorrere come miglior film nonché la seconda, basata su personaggi appartenenti al mondo dei fumetti, a essere candidata in questa categoria.
Un sequel, intitolato Joker: Folie à Deux, è uscito il 4 ottobre 2024, ma non ha ricevuto lo stesso successo, deludendo sia a livello commerciale che critico.

## Trama
Gotham City, 1981. Arthur Fleck è un individuo profondamente alienato che vive con l'anziana madre Penny in un appartamento dei bassifondi della città, sempre più preda del degrado e della disuguaglianza sociale. Oltre a essere depresso, l'uomo soffre di un raro disturbo che gli provoca improvvisi attacchi di risate, specie in momenti di tensione, ovvero il riso spastico, tipica espressione della sindrome pseudobulbare. Il suo sogno è diventare un cabarettista come il suo idolo, il presentatore televisivo Murray Franklin, ma la mancanza di talento e agganci lo costringe a guadagnarsi da vivere come semplice clown. La sua squallida routine è risollevata solo dalle fugaci visioni di Sophie Dumond, la vicina di casa di cui è invaghito.
Mentre il miliardario Thomas Wayne si candida a sindaco e dopo che è stata diffusa la notizia di grossi tagli alla spesa pubblica, tra cui il servizio di assistenza sociale di cui Arthur beneficia, l'uomo subisce un pestaggio da parte di alcuni teppisti. Hoyt Vaughn, il suo capo, lo rimprovera ritenendolo responsabile del danno, facendo così crescere il suo senso di frustrazione. Saputo dell'incidente, un collega di Arthur, Randall, gli dà una pistola per difendersi, ma questa gli cade di tasca durante un'esibizione per alcuni bambini ricoverati in un ospedale pediatrico: l'episodio gli fa perdere il posto. Quella stessa notte, mentre torna a casa in metropolitana ancora truccato da pagliaccio, Arthur viene preso di mira da tre giovani yuppies che cominciano a picchiarlo. Stavolta però Arthur reagisce, estrae la pistola e li uccide per poi darsi alla fuga. L'identikit dell'assassino, unito al fatto che le vittime fossero degli impiegati di Wayne e che proprio questi definisca "clown" chi gode della loro morte solo perché più povero di loro, fa sì che sempre più persone tra le classi sociali più disagiate si identifichino nel misterioso giustiziere e protestino mascherati da pagliacci contro Wayne: il senso di rivalsa scaturito dall'omicidio dà ad Arthur la fiducia necessaria per dichiararsi a Sophie, con cui comincia una relazione, e per far il provino da cabarettista; poco dopo, in una delle tante lettere che la madre scrive a Wayne, Arthur apprende di essere figlio di Wayne, nato da una relazione illecita con la donna, che fu sua segretaria negli anni cinquanta.
Arthur si reca quindi a Villa Wayne per parlare con il presunto padre, ma viene allontanato dal maggiordomo Alfred dopo aver scambiato qualche parola con il piccolo Bruce. La sera stessa torna a casa, dove scopre che un'ambulanza sta portando via sua madre, colpita da un ictus; mentre è fuori dall'ospedale una coppia di detective, gli ispettori Burke e Garrity, lo raggiungono e lo interrogano in merito agli omicidi della metropolitana e agli episodi che hanno causato il suo licenziamento; rivelano inoltre di aver già interrogato sua madre al riguardo e che la donna non aveva retto, rendendo necessario il suo ricovero. Arthur mente, per poi rientrare in ospedale dove rimane insieme a sua madre e Sophie, che lo ha raggiunto. Inaspettatamente assiste allo show di Murray Franklin, che deride il suo malriuscito provino mandato in diretta; questo scatenerà nel giovane un immenso rancore verso il suo idolo d'infanzia. Il giorno dopo, Arthur si infiltra a un evento di beneficenza di Thomas Wayne per chiedergli spiegazioni su sua madre e sulla presunta relazione tra i due; riesce ad avvicinarlo mentre si trova in bagno ma il magnate afferma che la donna è una malata mentale ossessionata da lui e che Arthur non è affatto suo figlio biologico, poiché in realtà è stato adottato. Recatosi all'Arkham State Hospital Arthur scopre l'amara verità: sua madre soffre di un disturbo delirante e di un disturbo narcisistico di personalità, e lo adottò per spacciarlo come figlio di Thomas, abbandonandolo poi agli abusi del suo partner, che lo maltrattò a tal punto da provocargli il trauma cerebrale all'origine del suo disturbo (nonostante venga insinuato in un flashback che in realtà Thomas abbia fatto falsificare i documenti per insabbiare la vicenda). Arthur torna quindi a casa di Sophie, dove si rende conto che la storia d'amore vissuta insieme a lei era solo il frutto di allucinazioni e che in realtà lui per lei è poco più di un estraneo. Il giorno successivo Arthur si reca in ospedale dove uccide la madre soffocandola con un cuscino, ritenendola responsabile di avergli distrutto la vita.
L'indomani Arthur riceve un'inattesa telefonata che lo informa che la produzione dello show di Franklin lo vuole come ospite di una puntata. Arthur accetta, con l'intenzione di suicidarsi in diretta TV. Nel frattempo i suoi ex colleghi Randall e Gary gli fanno visita in quanto hanno saputo della morte della madre. Arthur, a sangue freddo, uccide selvaggiamente Randall con delle forbici, ma risparmia Gary, poiché è stato l'unica persona ad averlo davvero rispettato. Arthur si prepara quindi a partecipare allo show realizzando un nuovo make-up da clown, tingendosi i capelli di verde e truccandosi la faccia in modo da somigliare alla maschera che indossa chi sta protestando in città; mentre si prepara, trova una foto di sua madre da giovane con una dedica che dice "Amo il tuo sorriso. T.W." da cui si intuisce che dopotutto Penny potesse realmente aver avuto una relazione segreta con Thomas Wayne, il che lascia un margine di dubbio sul fatto che quest'ultimo possa essere davvero il padre di Arthur. Tuttavia, ormai disinteressato a tutto ciò, e per essere stato allontanato da Thomas Wayne senza alcun rimorso, Arthur distrugge la foto della madre e si dirige agli studi televisivi, abbandonandosi totalmente alla sua follia e sentendosi felice per la prima volta. Lungo la strada si imbatte nei due detective che aveva già conosciuto (dopo che Gary ha denunciato l'omicidio di Randall), i quali lo rincorrono per interrogarlo ma Arthur riesce a seminarli nella metropolitana. All'interno di essa scoppia in breve una rissa tra i manifestanti e a uno dei detective parte accidentalmente un colpo che uccide un uomo, scatenando l'ira di tutta la gente che si avventa sui due detective pestandoli e ferendoli gravemente. Mentre la grande manifestazione dei clown anti-Wayne monta fuori dallo studio televisivo, anche la situazione al suo interno trascende e Arthur, che ha adottato lo pseudonimo di Joker, rivela di essere lui l'assassino dei ragazzi nella metro e accusa la società di essere la vera responsabile di ciò che è diventato. Successivamente uccide Franklin in diretta, accusandolo di essere orribile, poiché lo ha umiliato mandando il suo video in diretta per poi invitarlo al suo show, prendendosi gioco di lui. Il gesto scatena ancora di più la folla, che mette a ferro e fuoco la città, e poco dopo Thomas e sua moglie Martha vengono uccisi in un vicolo, davanti al figlio Bruce, da uno dei clown. Arthur viene arrestato per l'omicidio degli yuppies, di Randall e di Murray e condotto via da una volante attraverso la città invasa dalla folla infuriata: quest'ultima, nel marasma generale, riesce a distruggere la volante tamponandola con un'ambulanza. Arthur, svenuto per l'incidente, si sveglia circondato dalla gente che lo acclama e quindi sale sul tettuccio della volante e balla per la folla per poi disegnarsi con il suo stesso sangue un sorriso sulle labbra, trasformandosi definitivamente nel Joker.
Rinchiuso nell'ospedale psichiatrico, una nuova psichiatra chiede ad Arthur di raccontarle la barzelletta che lo ha spinto a ridere per conto suo; Arthur, che sta ridendo all'idea che il piccolo Bruce Wayne crescerà solo nella tristezza come ha fatto lui, risponde che non l'avrebbe capita. Arthur esce dalla stanza lasciando dietro di sé una scia di impronte di sangue, probabilmente della psichiatra appena uccisa, venendo rincorso dagli infermieri per i corridoi dell'istituto.

## Personaggi

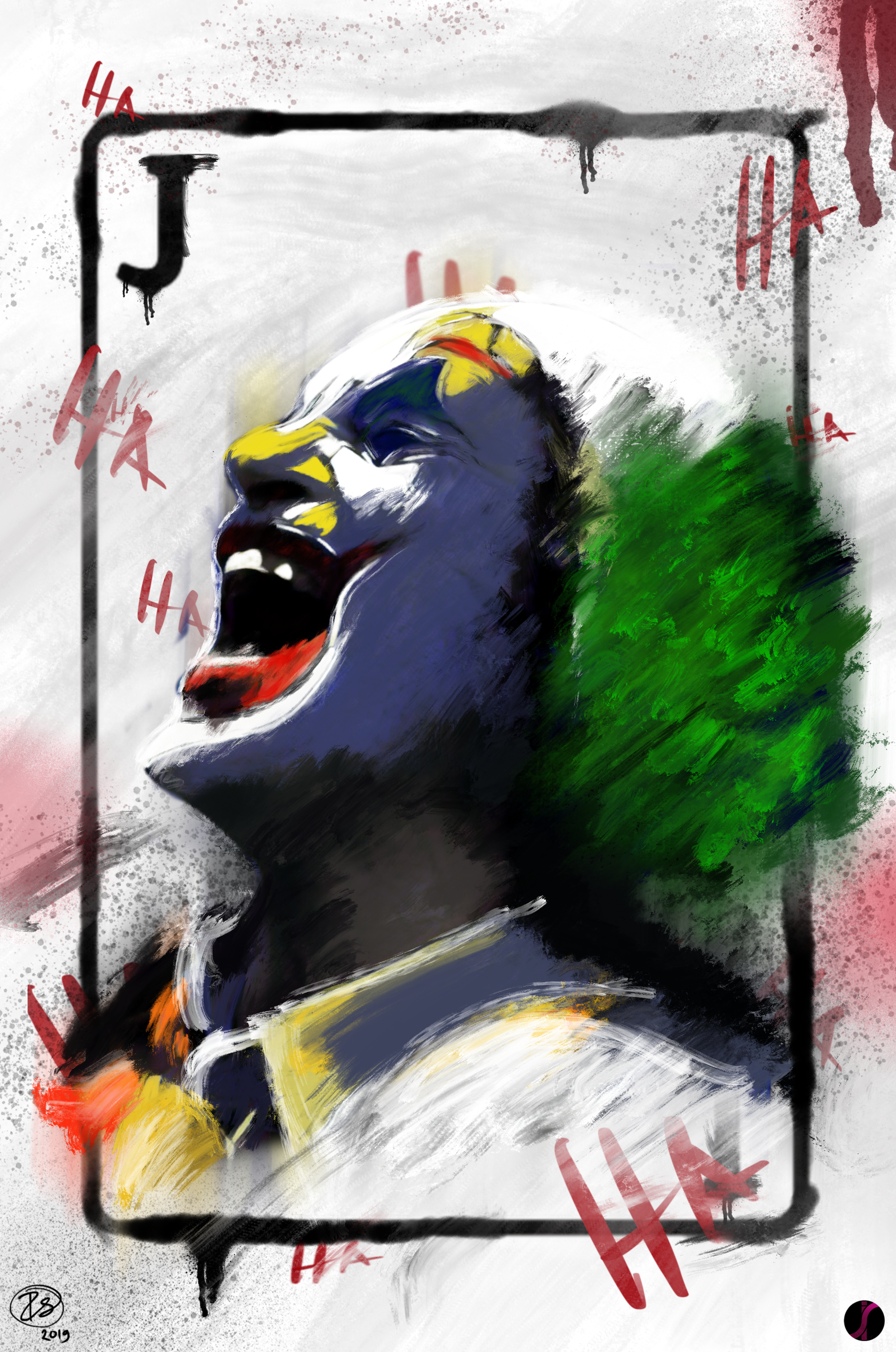
Joaquin Phoenix è Joker

- Arthur Fleck / Joker, interpretato da Joaquin Phoenix:[3] un aspirante cabarettista i cui problemi mentali vengono acuiti dall'alienazione dalla società.[3][4][5] Phoenix è il settimo attore a interpretare il personaggio per il cinema, dopo Cesar Romero, Jack Nicholson (interpretato in dei flashback da Hugo Blick e David Hodges) Heath Ledger e Jared Leto.[6] Prima del suo coinvolgimento, per il ruolo era stato considerato Leonardo DiCaprio.[7] Phoenix, che era interessato a recitare in uno "studio del personaggio" su un cattivo dei fumetti già prima dell'annuncio del film, ha descritto il progetto come «unico, in certi aspetti un mondo a parte, e forse [...] Questa potrebbe essere la cosa più spaventosa di tutte».[8] L'attore ha perso 24 chili per la parte e ha basato la propria risata da Joker su delle riprese di persone affette da un disturbo emotivo di origine neurologica noto come sindrome pseudobulbare.[9][10][11] Per meglio comprendere le motivazioni del personaggio, ha letto inoltre diversi libri sugli attentatori di politici e altre figure importanti.[12]
- Murray Franklin, interpretato da Robert De Niro:[13] un presentatore di un talk show televisivo che contribuirà al crollo psicotico di Arthur.[14] De Niro ha definito il ruolo come «un omaggio» al personaggio interpretato in Re per una notte (1983) di Martin Scorsese, una delle fonti d'ispirazione della pellicola.[13][15]
- Sophie Dumond, interpretata da Zazie Beetz:[16] una ragazza madre di cui Arthur è invaghito.[16][17] Beetz, definitasi «una grande ammiratrice» di Phoenix, ha dichiarato che è stato «un onore» lavorare con lui[18] e di aver imparato molto sul set.[19]
- Penny Fleck, interpretata da Frances Conroy: l'anziana madre di Arthur.[20] Hannah Gross interpreta Penny da giovane in un flashback.[21]

Brett Cullen interpreta Thomas Wayne, un miliardario candidatosi a sindaco di Gotham City; a differenza delle precedenti versioni del personaggio, questa gioca un ruolo nella discesa di Arthur nella pazzia ed è meno simpatetica. Glenn Fleshler interpreta Randall, un pagliaccio collega di Arthur. Bill Camp e Shea Whigham interpretano Garrity e Burke, due detective del Dipartimento di polizia di Gotham City che investigano su Arthur. Marc Maron interpreta Gene Ufland, il produttore dello show di Franklin.
Tra gli altri interpreti, Douglas Hodge è il maggiordomo dei Wayne Alfred Pennyworth mentre Leigh Gill e Josh Pais interpretano rispettivamente Gary, un collega di Arthur affetto da nanismo, e il suo capo Hoyt Vaughn. Brian Tyree Henry interpreta Carl, un addetto agli archivi dell'Arkham Asylum, e Dante Pereira-Olson interpreta Bruce Wayne, il piccolo figlio di Thomas.

## Produzione

### Sviluppo

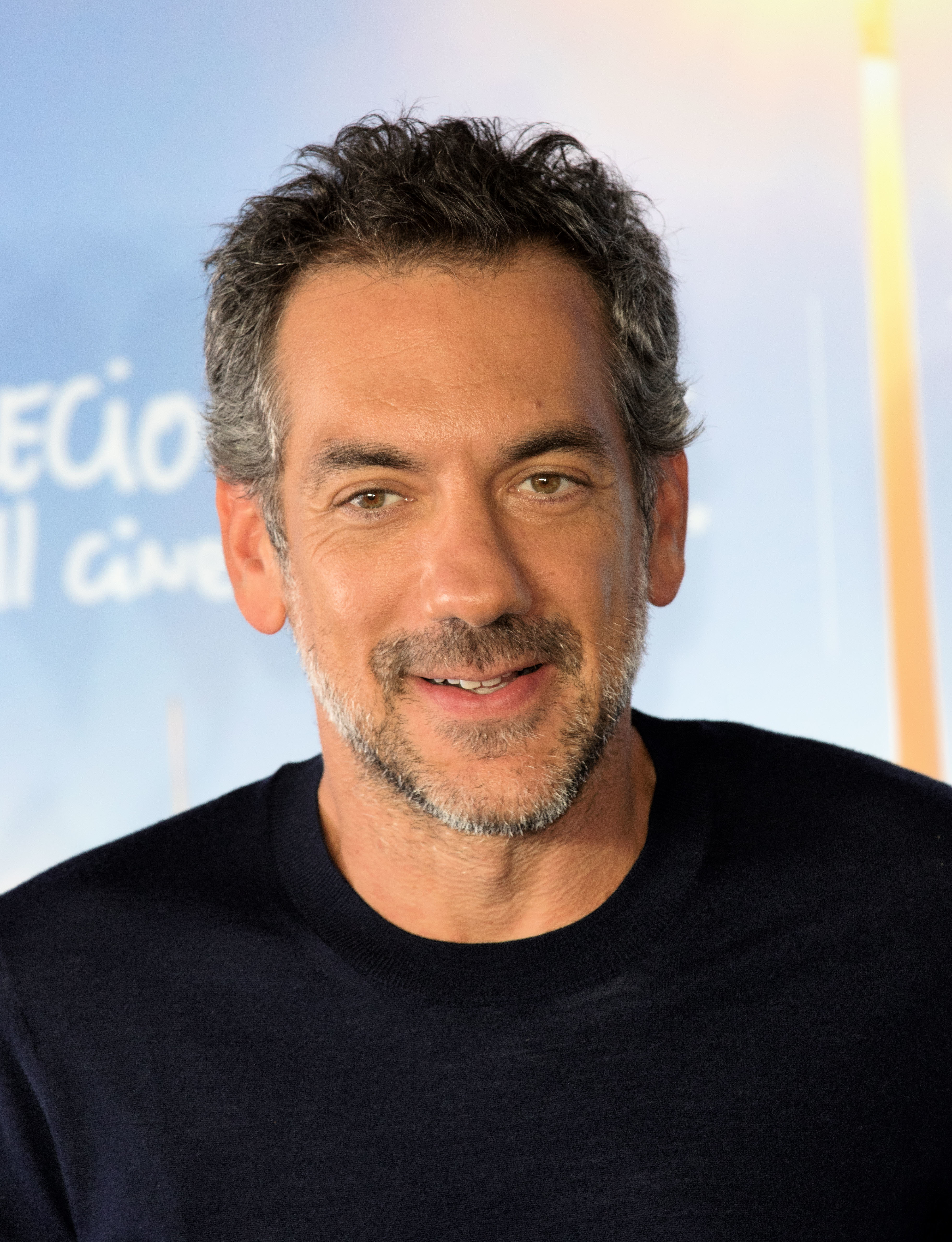
Il regista del film Todd Phillips nel 2016

Joaquin Phoenix era interessato a recitare in un film che fosse uno "studio del personaggio" su un cattivo dei fumetti fin dal 2014. Il suo agente gli aveva consigliato di sottoporre quest'idea alla Warner Bros. ma Phoenix aveva rifiutato poiché riteneva che gli antagonisti della DC Comics come il Joker fossero già stati trattati in maniera troppo simile a ciò che aveva in mente.
Nel 2016 Todd Phillips ha esposto alla Warner la propria idea per un film sulle origini del Joker, presentandolo come parte di un progetto volto a distanziare l'approccio produttivo della DC Films da quello della concorrente Marvel Studios tramite la realizzazione di singoli film a basso budget invece che di più blockbuster interconnessi in un universo cinematografico. Phillips ha terminato di scrivere assieme a Scott Silver la sceneggiatura del film nel 2017: pur essendosi confrontati con precedenti incarnazioni fumettistiche del Joker come Batman: The Killing Joke (1988) di Alan Moore e Brian Bolland, i due hanno però deciso di realizzare una storia completamente inedita delle origini del personaggio. Phillips ha dovuto convincere del progetto numerosi produttori della Warner, contrari a un approccio del genere applicato a un personaggio di cui vendevano «persino pigiami per bambini», dichiarando che: «all'epoca, li maledicevo quotidianamente dentro di me. Ma, col senno di poi [...] sono stati parecchio coraggiosi a lasciarmelo fare».
Lo sviluppo di un film in solitaria sul Joker è stato annunciato infine nell'agosto del 2017, dopo che la Warner aveva deciso di ridimensionare la natura interconnessa del DC Extended Universe in seguito ai risultati al di sotto delle aspettative del crossover Batman v Superman: Dawn of Justice (2016) e l'accoglienza positiva riservata invece al film in solitaria di Wonder Woman l'anno seguente. A produrre il film ci sarebbe stato Martin Scorsese i cui film Taxi Driver (1976) Toro scatenato (1980) e Re per una notte (1983) erano stati citati da Phillips come fonti d'ispirazione per il progetto. Altra fonte d'ispirazione fu un fatto di cronaca nera avvenuto a New York nel 1984, dove Bernhard Goetz, un ingegnere elettronico di 37 anni, sparò a quattro criminali che volevano derubarlo su un vagone della metropolitana.
Volendo puntare a una minor continuità tra i vari film del DCEU la Warner ha preferito non coinvolgere Jared Leto, interprete del personaggio all'interno del DCEU a partire da Suicide Squad (2016) cercando un nuovo attore per il progetto: a settembre, si è detta interessata a offrire la parte a Leonardo DiCaprio, sperando che la presenza di Scorsese, col quale aveva instaurato una prolifica collaborazione, lo convincesse a legarsi al progetto. La prima scelta di Phillips per la parte era invece Phoenix, che è poi entrato in trattative per il ruolo nel febbraio del 2018. L'attore ha dichiarato di essere interessato al film perché gli sembrava «unico» e non il «tipico film di una grande produzione» oltre al fatto che non lo avrebbe obbligato ad apparire in sequel e altri film correlati, cosa che lo aveva precedentemente spinto a rifiutare i ruoli di Hulk e Dottor Strange nei film del Marvel Cinematic Universe. L'accordo con Phoenix è stato finalizzato nel luglio del 2018 fortemente voluto da Walter Hamada, nuovo capo della DC Films in seguito all'insuccesso critico e commerciale di Justice League (2017).

### Pre-produzione
Subito dopo l'entrata ufficiale di Phoenix nel cast, la Warner ha dato il via libera alla produzione del film fissando la data di uscita per il 4 ottobre 2019 col titolo di Joker. La produttrice Emma Tillinger Koskoff ha sostituito Scorsese, suo collaboratore abituale, che ha abbandonato la produzione del progetto per via di altri impegni lavorativi. La Warner ha confermato che il film sarebbe stato scollegato dal DCEU e dal Joker di Leto, annunciando di puntare a un divieto per i minori di 17 anni da parte della Motion Picture Association of America. Per il film è stato stanziato un budget tra i 55 e i 65 milioni di dollari.
Sempre nel luglio 2018, la produzione si è detta interessata a scritturare Robert De Niro e Zazie Beetz per dei ruoli da non protagonista di primo piano. Beetz si è unita subito al cast mentre De Niro è entrato in trattative per la parte il mese seguente. Dopo che Frances McDormand ha rifiutato il ruolo della madre del Joker, Frances Conroy è entrata in trattative per il ruolo. Lo stesso mese Marc Maron e Bryan Callen sono entrati a far parte del cast. Alec Baldwin è entrato nel cast nel ruolo di Thomas Wayne abbandonando la parte due giorni più tardi per altri impegni lavorativi.

### Riprese

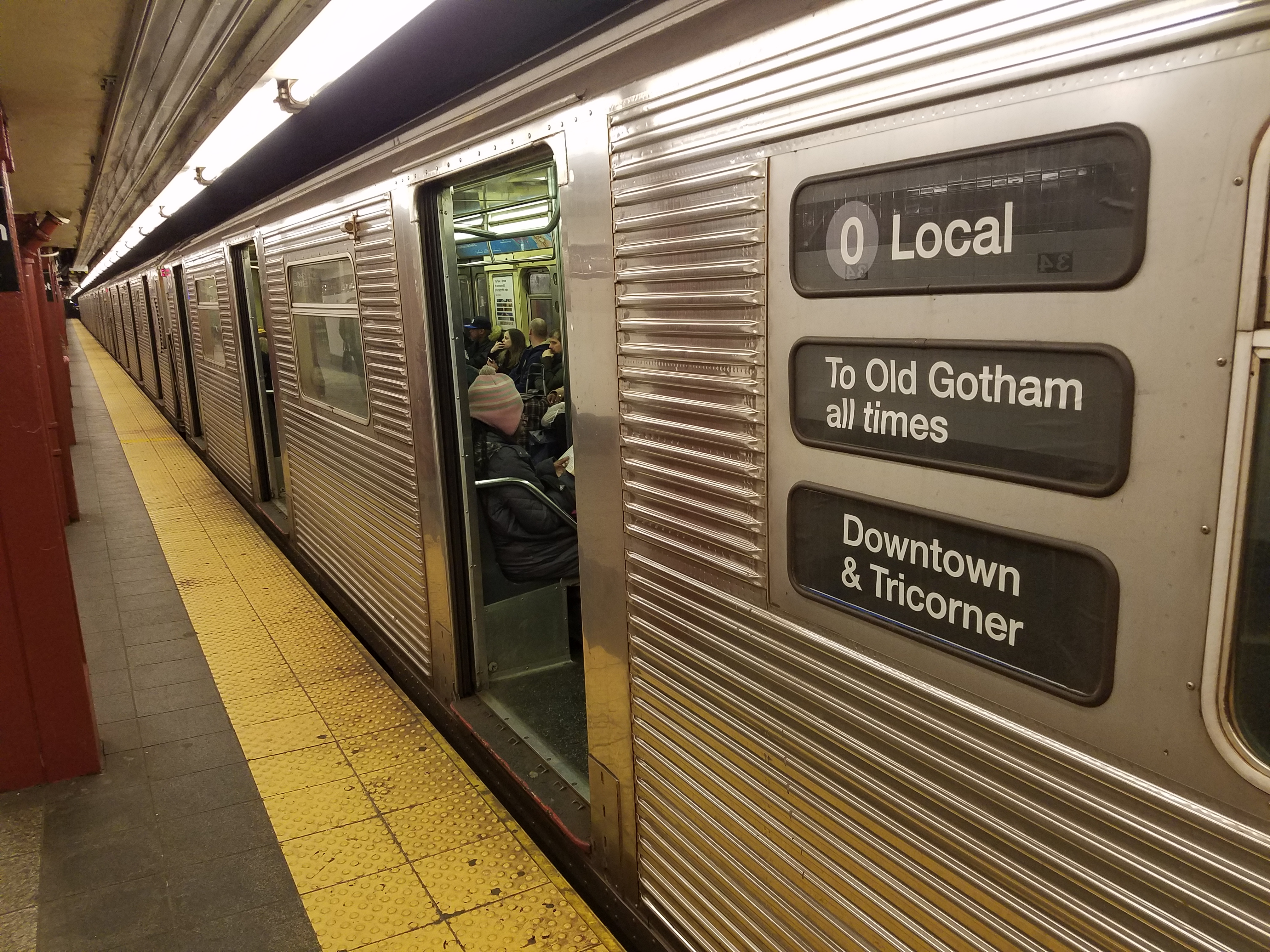
Un vagone della linea C della metropolitana di New York, trasformato per le riprese nella fittizia Linea 0 della metropolitana di Gotham City

La produzione del film è partita il 2 settembre 2018. Le riprese sono cominciate il 10 settembre seguente a New York sotto il titolo di lavorazione di Romeo. A ricoprire il ruolo di direttore della fotografia è stato Lawrence Sher, che aveva già collaborato col regista nella trilogia di Una notte da leoni. Poco dopo l'inizio delle riprese, De Niro ha ufficializzato la sua partecipazione al film, Brett Cullen ha sostituito Baldwin nel ruolo di Thomas Wayne, Shea Whigham, Glenn Fleshler, Bill Camp, Josh Pais e Douglas Hodge si sono uniti al cast, mentre Bradley Cooper si è unito al progetto come produttore.
Il 22 settembre sono state girate delle scene a Brooklyn. Alcune delle comparse a Brooklyn hanno lamentato al sindacato degli attori (SAG-AFTRA) di essere rimaste chiuse in un vagone della metropolitana per oltre tre ore a causa delle riprese, in violazione delle pause minime sindacali: la questione è stata risolta in sede civile dalla Warner. Verso la fine del mese si sono tenute delle riprese ad Astoria, nel Queens. Le riprese si sono poi trasferite nel New Jersey, cominciando il 30 settembre a Jersey City e spostandosi a Newark dal 13 ottobre. Lo stesso mese, Dante Pereira-Olson è entrato nel cast. Agli inizi di novembre, le riprese sono tornate a Jersey City per poi spostarsi nuovamente nello Stato di New York. Le riprese si sono poi concluse il 3 dicembre 2018.
Secondo quanto dichiarato da Beetz, Phillips ha riscritto buona parte della sceneggiatura a riprese in corso, spesso la sera prima di girare, ripetendo più volte le stesse scene anche a settimane di distanza visto che Phoenix aveva perso 24 chili per il ruolo, cosa che non avrebbe reso possibile delle riprese aggiuntive una volta terminate quelle principali. Sul set Phillips si è servito della colonna sonora composta da Hildur Guðnadóttir per dirigere gli attori, attraverso il posizionamento di casse e auricolari.

## Colonna sonora

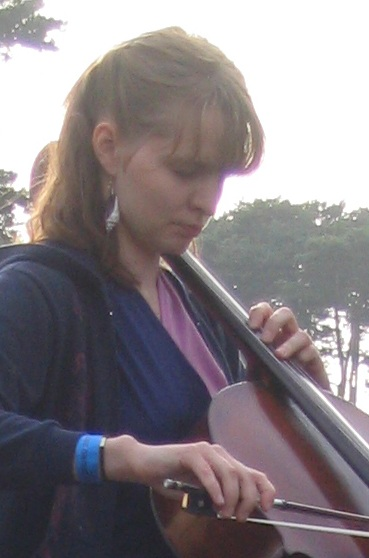
La violoncellista Hildur Guðnadóttir ha vinto l'Oscar alla miglior colonna sonora originale per aver composto la colonna sonora del film

La violoncellista islandese Hildur Guðnadóttir è stata assunta il 23 agosto 2018 per comporre la colonna sonora del film; Phillips l'ha scelta dopo essere rimasto molto colpito dalla sua colonna sonora per il film Soldado, fornendole la sceneggiatura del film perché potesse consegnargli alcune tracce ancor prima dell'inizio delle riprese. Guðnadóttir ha dichiarato alla rivista The Hindu che una delle maggiori difficoltà affrontate durante il processo di scrittura è stata quella di lavorare allo stesso tempo alla colonna sonora della miniserie televisiva Chernobyl, definendola «molto diversa» da quella di Joker.
Inoltre, il film include le canzoni That's Life, Send in the Clowns, White Room e Rock and Roll Part 2. L'uso di Rock and Roll Part 2 suscitò polemiche quando si scoprì che il suo interprete, Gary Glitter, condannato per reati sessuali su minori, avrebbe potuto ricevere i diritti d'autore. Tuttavia, fu successivamente confermato che non li avrebbe ricevuti, poiché aveva venduto i diritti da tempo. La colonna sonora è stata pubblicata il 2 ottobre 2019 da WaterTower Music. La musica composta da Hildur Guðnadóttir ha ottenuto numerosi riconoscimenti, tra cui un premio Oscar, un Satellite Award, un Saturn Award, l'Hollywood Music in Media Award (HMMA) e il Golden Globe Award per la migliore colonna sonora originale, rendendola la prima donna a vincere come compositrice solista in quella categoria.

## Promozione
(Tagline del film)
Il 21 settembre 2018, il regista Todd Phillips ha pubblicato sul suo profilo Instagram un breve video raffigurante le prime immagini di Phoenix nei panni del Joker. Il 2 aprile 2019 al CinemaCon, Phillips ha svelato il teaser trailer al pubblico presente poi diffuso online il giorno successivo. Il trailer ha raccolto oltre 8 milioni di visualizzazioni su YouTube nelle prime ore dalla sua pubblicazione. Il 28 agosto seguente è stato diffuso online il trailer ufficiale.

## Distribuzione

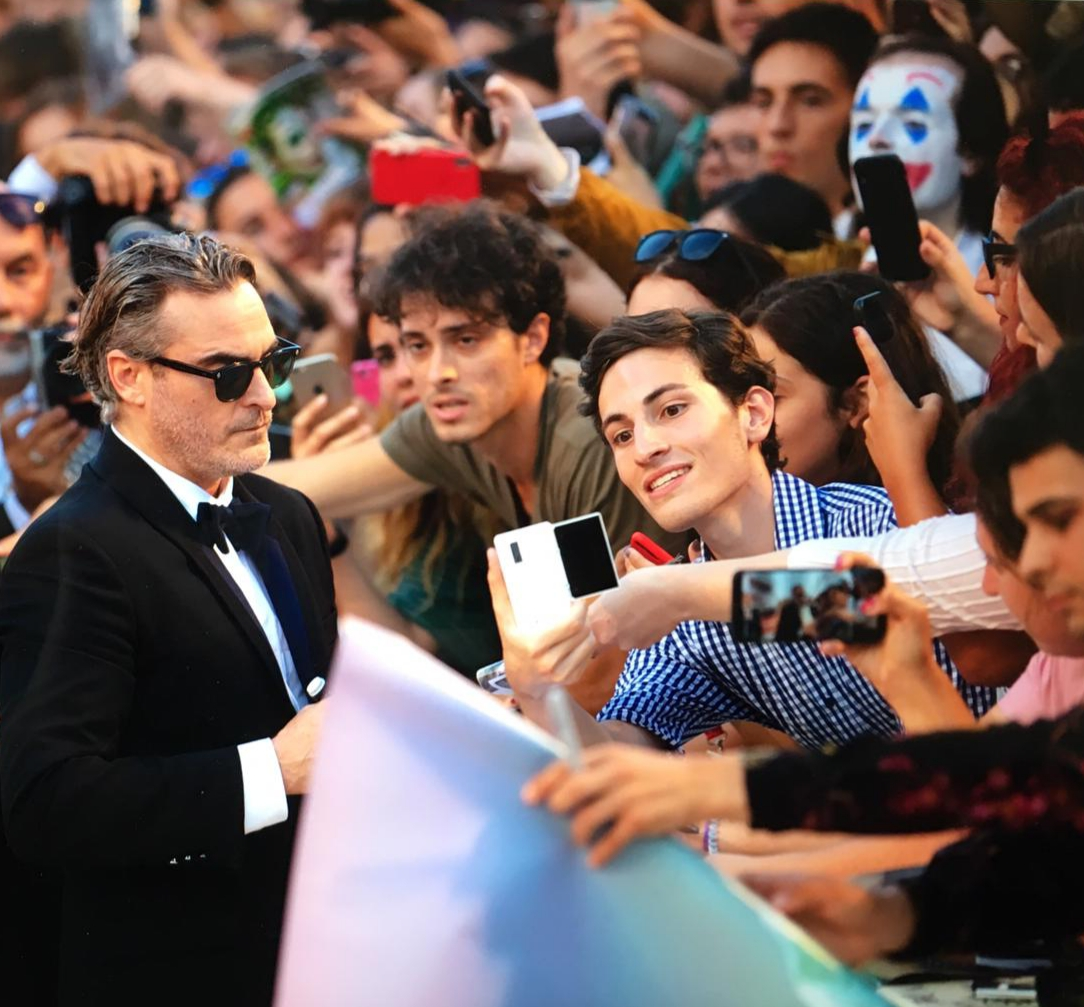
Joaquin Phoenix sul red carpet al Festival di Venezia 2019

Il film è stato presentato in anteprima il 31 agosto 2019 alla 76ª Mostra internazionale d'arte cinematografica di Venezia, l'intenzione era di invitarlo fuori concorso ma per un errore della segreteria del festival nell'invio dell'invito, gli fu chiesto di partecipare in concorso. L'errore stimolò una discussione tra la Warner e il regista Todd Philips, a questo punto interessato all'idea del concorso, e alla fine anche la direzione del festival acconsentì alla partecipazione in competizione. Il film ha poi vinto il Leone d'oro. L'anteprima statunitense si è tenuta il 28 settembre 2019 al TCL Chinese Theatre di Hollywood. Il film è stato distribuito nelle sale cinematografiche statunitensi da Warner Bros. a partire dal 4 ottobre 2019, mentre in quelle italiane dal giorno precedente. Il 6 febbraio 2020 viene riproposto nelle sale cinematografiche di tutto il mondo.

### Divieti
La visione del film è stata vietata ai minori di 17 anni negli Stati Uniti da parte della Motion Picture Association of America a causa di «comportamenti inquietanti, violenza, linguaggio scurrile e contenuti sessuali» mentre in Italia ha ricevuto un divieto ai minori di 14 anni. In Cina il film non è stato distribuito perché considerato pericoloso per l'ordine pubblico.

### Edizione Italiana
Il doppiaggio italiano è stato eseguito dalla Dubbing Brothers Int. Italia e diretto da Massimiliano Alto su dialoghi di Francesco Marcucci. Adriano Giannini, che presta la voce al protagonista, aveva già doppiato il Joker di Heath Ledger nel film Il cavaliere oscuro diretto da Christopher Nolan.
Gran parte dei cartelli, inoltre, (compresi i pensieri che Arthur annota sul suo diario) sono stati riadattati e tradotti in italiano.

## Accoglienza

### Incassi
A fronte di un budget di 55 milioni di dollari, il film ha incassato 335477657 $ in Nord America e 743480625 $ nel resto del mondo, per un totale di 1078958629 $, ed è il 40º film con maggiori incassi nella storia del cinema.
Incassando 39,9 milioni di dollari al botteghino statunitense il primo giorno di programmazione (di cui 13,3 dalle anteprime della sera precedente) per un totale di 96,2 milioni al termine del proprio weekend d'esordio, il film ha superato Venom (2018) come miglior esordio del mese di ottobre, registrando anche il quarto miglior esordio di sempre per un film vietato ai minori. Dopo aver superato i 780 milioni di Deadpool (2016), è diventato il film vietato ai minori con i migliori incassi in assoluto, record detenuto fino al 16 agosto 2024, quando è stato superato dal terzo film di Deadpool, Deadpool & Wolverine (2024).
In Italia, incassando 6,2 milioni di euro, il film ha stabilito il terzo miglior weekend d'esordio dell'anno dopo Avengers: Endgame e Il re leone e con un totale di 29671973 € è il 17º film con maggiore incasso in Italia.

### Critica
Il film ha ricevuto recensioni positive, talvolta entusiastiche, ma è stato anche criticato per il messaggio violento e la morale di fondo. Sull'aggregatore di recensioni Rotten Tomatoes ha un indice di gradimento del 68% basato su 602 recensioni, con un voto medio di 7,3 su 10; il consenso critico del sito afferma: «Joker dà al suo famigerato personaggio centrale una storia di origine agghiacciante e plausibile che funge da brillante vetrina per la sua star e un'evoluzione oscura per il cinema ispirato ai fumetti». Su Metacritic ottiene un punteggio di 59 su 100 basato su 60 recensioni.
Peter Travers di Rolling Stone ha molto apprezzato la performance di Joaquin Phoenix, definendola «da pugno nello stomaco», e concluso «che lo consideriate intrattenimento o provocazione, Joker è semplicemente stupendo». Riguardo alle critiche sulla violenza del film, Michael Moore ha commentato che «sì, c'è un pagliaccio disturbato in quello specchio, ma non è solo - siamo lì accanto a lui».
In Italia, Maurizio Porro del Corriere della Sera lo ha definito «un miracolo perché riesce a mescolare in modo sorprendente il fumetto di Batman con una storia di degrado che ci riguarda da vicino».

## Riconoscimenti

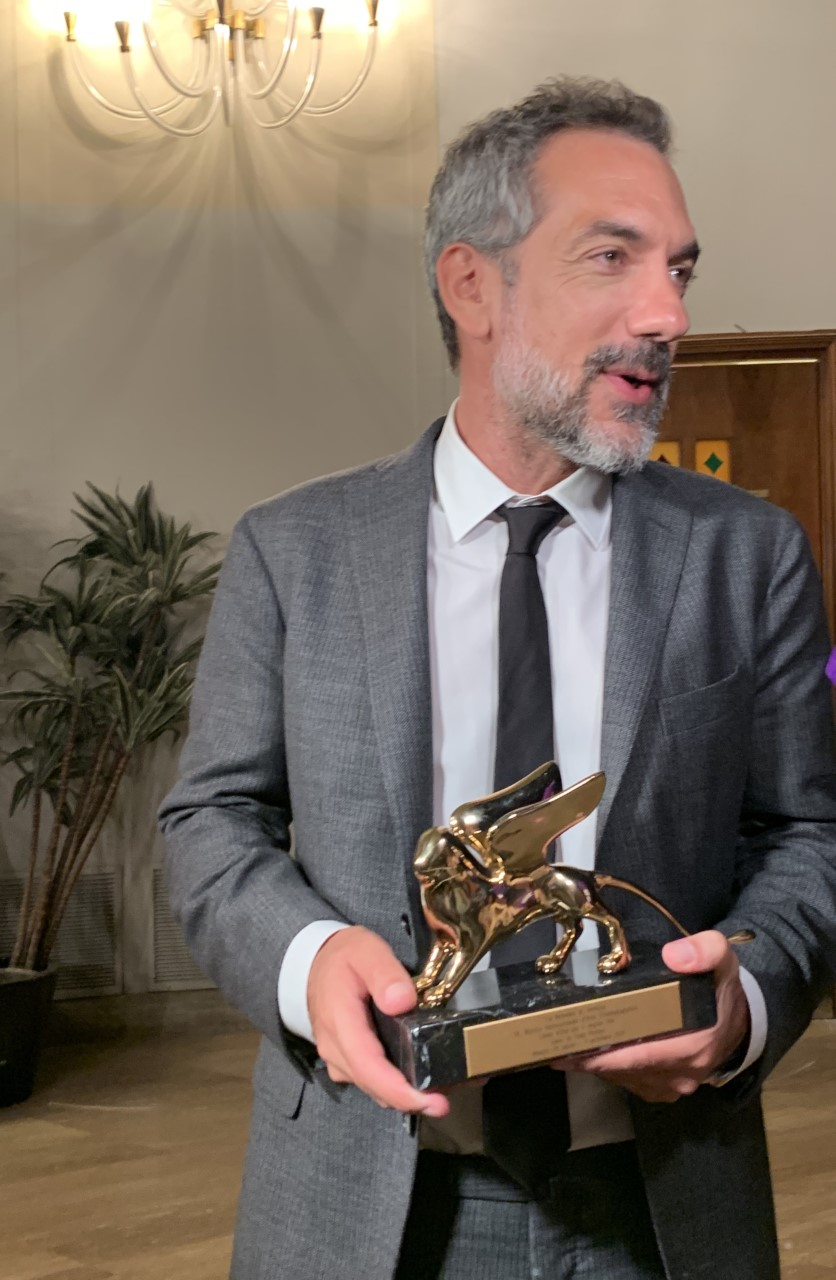
Il regista Todd Phillips con il Leone d'oro vinto dal film

Nel settembre 2019, Joker è stato inserito in concorso per il Leone d'oro, alla 76ª Mostra internazionale d'arte cinematografica di Venezia, si tratta del premio più alto del festival, finendo per vincerlo. Alla 92ª edizione dei premi Oscar, il film ha vinto i premi per il miglior attore (per Joaquin Phoenix) e per la migliore colonna sonora originale. Ha ricevuto complessivamente undici candidature (incluso il miglior film), battendo il record di otto candidature detenuto da Il cavaliere oscuro (2008) per il maggior numero di candidature ricevute da un film tratto da un fumetto, un graphic novel o un fumetto. Hildur Guðnadóttir è inoltre diventata la prima donna a vincere l'Oscar per la miglior colonna sonora originale dal 1998, anno in cui vinse Anne Dudley per Full Monty - Squattrinati organizzati (1997). Alla 73ª edizione dei British Academy Film Awards, il film ha vinto il premio per il miglior attore protagonista (Phoenix), miglior casting e alla miglior colonna sonora, su un totale di undici nomination, tra cui quella come miglior film. Il film è stato nominato in quattro categorie ai Golden Globe Awards per la 77ª edizione, vincendo i premi per la miglior colonna sonora originale e per il miglior attore in un film drammatico (Phoenix). Il film è stato nominato per sette premi alla 25ª edizione dei Critics' Choice Awards, vincendo il premio come miglior attore (Phoenix) e miglior colonna sonora. Inoltre, è stato incluso nella top 10 dei migliori film del 2019 dell'American Film Institute e dei Cahiers du cinéma.
Dopo aver ottenuto un premio alla 26ª edizione degli Screen Actors Guild Awards per l'interpretazione di Joaquin Phoenix, Joker ha ricevuto ulteriori candidature da diverse associazioni, tra cui i Writers Guild of America Award e i Producers Guild of America. Ha inoltre conquistato un riconoscimento per il miglior trucco d'epoca e/o personaggio in un lungometraggio conferito dalla Make-Up Artists and Hair Stylists Guild.

## Influenza culturale

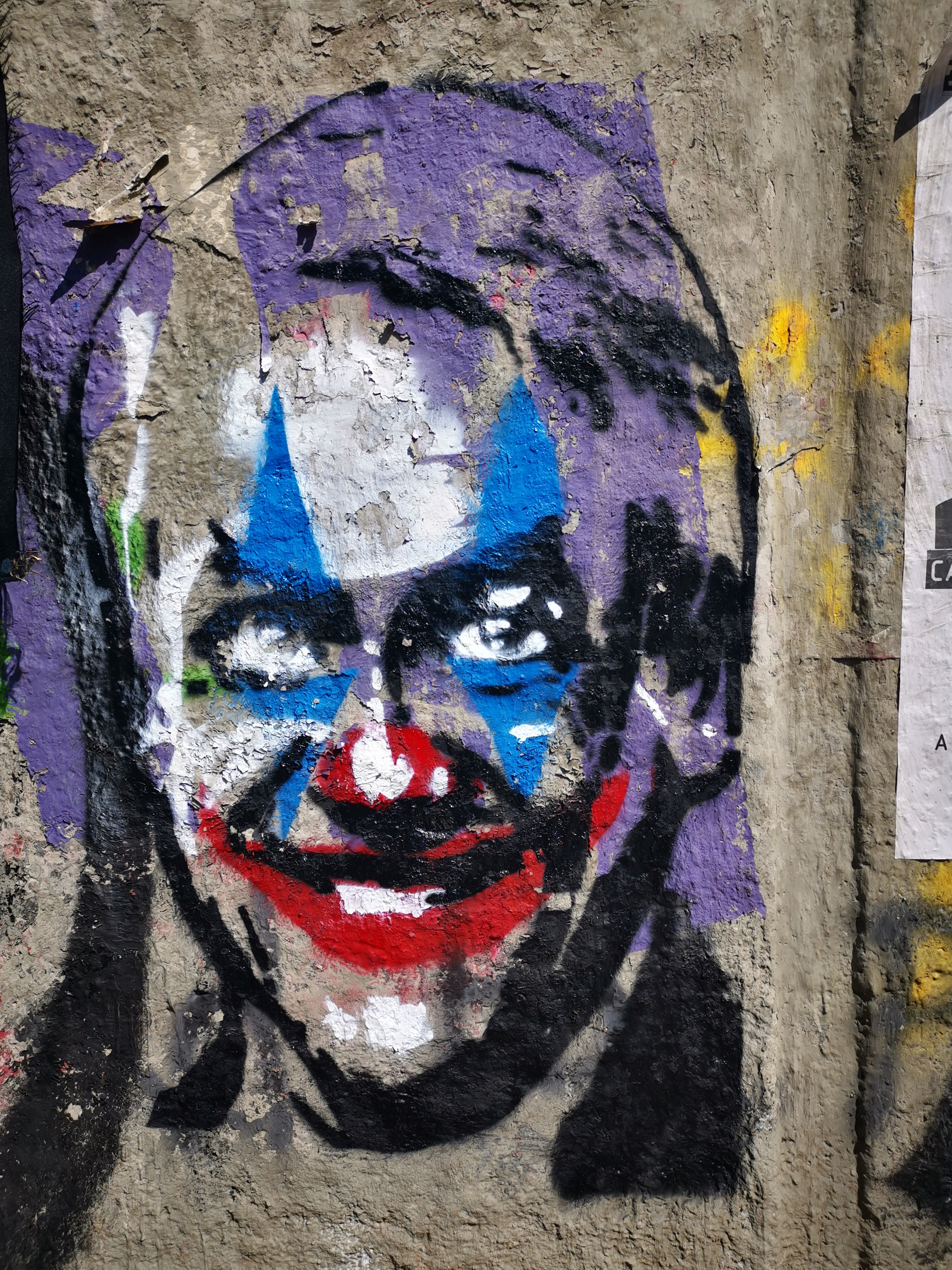
Murale raffigurante il presidente del Cile Sebastián Piñera nei panni del Joker durante le proteste del 2019-2022

Durante un evento del Movimento 5 Stelle nell'ottobre 2019, il comico e politico italiano Beppe Grillo tenne un discorso truccato come il Joker. Nel 2021, Yusuke Kawai, candidato alla carica di governatore della prefettura di Chiba, apparve sulla NHK vestito da Joker. Riferimenti al personaggio emersero anche in diverse proteste anti-governative nel mondo. Durante la Rivoluzione del 17 ottobre in Libano, un gruppo di artisti di graffiti chiamato Ashekm dipinse un murale raffigurante il Joker con in mano una molotov, e si riferì inoltre che, durante le proteste a Beirut, fosse presente anche uno stand per truccarsi da Joker. A Los Ángeles, in Cile, durante le proteste cilene del 2019-2022, ai piedi di una statua venne scritta la frase "Siamo tutti pagliacci", ripresa dal film come slogan dei manifestanti di Gotham City. A Hong Kong, i manifestanti sfidarono un decreto d'emergenza che vietava l'uso di maschere indossando proprio quelle di personaggi di fantasia come il Joker. In Francia, durante il movimento dei gilet gialli, alcuni vigili del fuoco si presentarono con il volto truccato da Joker e cartelli di protesta. Nel 2020, durante le manifestazioni per la morte di George Floyd, il presidente argentino Alberto Fernández paragonò le immagini delle proteste a quelle viste nel film.
Una delle location del film, una scalinata nel Bronx a New York, è stata soprannominata Joker Stairs. La scalinata è diventata una meta turistica e un fenomeno virale sul web, con molti visitatori intenti a ricreare la celebre scena in cui Arthur Fleck balla sulle scale vestito da Joker. Anche il campione ucraino di boxe Oleksandr Usyk indossò un completo ispirato a quello del Joker durante una conferenza stampa prima del suo incontro con Anthony Joshua.
Nel 2020, Deadline Hollywood inserì Joker tra i "21 film più influenti del XXI secolo (finora)", con Pete Hammond che lo descrisse come un film «nato da un fumetto, ma capace di diventare un inquietante commento sui tempi oscuri che stiamo vivendo, dimostrando che il genere da cui proviene può essere preso molto seriamente». Empire lo collocò al 39º posto nella lista dei "100 migliori film del XXI secolo", affermando che «rappresenta un'evoluzione matura per il cinecomic, dimostrando che le trasposizioni DC possono avere successo anche al di fuori della formula narrativa in stile Marvel».
In seguito all'omicidio del CEO di UnitedHealthcare, Brian Thompson, avvenuta nel 2024, vennero fatte numerose comparazioni con il film, soprattutto per il modo in cui il presunto assassino, Luigi Mangione, fu acclamato da parte dell'opinione pubblica dopo decenni di malcontento verso il sistema sanitario statunitense, e per i paragoni tra la morte di Thompson e quella di Franklin Murray e Thomas Wayne per mano di Arthur Fleck e dei suoi seguaci.
Nel 2023, un uomo giapponese fu condannato a 23 anni di carcere per aver accoltellato un passeggero su un treno, ispirandosi alla scena in cui Arthur uccide i tre dipendenti della Wayne Investments che lo aggrediscono nella metropolitana.

## Sequel
Joker era stato pensato come un film a sé stante senza un sequel, ma la Warner Bros. ha dato il semaforo verde per realizzare un secondo progetto, il sequel intitolato Joker: Folie à Deux, è stato annunciato ufficialmente da Todd Phillips l'8 giugno 2022. Il film, come il precedente, fa parte della categoria DC Elseworlds. Accanto a Joaquin Phoenix, che riprende il ruolo del protagonista, è presente Lady Gaga nel ruolo di Harley Quinn. Sfortunatamente rispetto al suo predecessore il secondo film non ha riscosso lo stesso successo, deludendo sia a livello commerciale che critico e venendo candidato sette volte ai Razzie Awards del 2024, vincendo due premi come peggior prequel, remake, rip-off o sequel e peggior coppia.